# Matt Dallas
Matt Dallas, celým jménem Matthew Joseph Dallas (* 21. října 1982, Phoenix, USA) je americký herec, známý zejména svou titulní rolí ze seriálu Kyle XY.

## Život
Narodil se jako nejstarší ze čtyř dětí. O herectví se začal zajímat ve dvanácti letech, když ho jeho babička vzala na představení Ošklivé káčátko. Od té doby se chtěl stát hercem.
V 18 letech se přestěhoval do Los Angeles a začal pomalu šplhat po pomyslném hereckém žebříčku. Prvních pět let se však věnoval zejména modelingu a jen zvolna pronikal do televizní a video tvorby. V roce 2004 hrál ve videoklipu amerického rappera „fan 3'“ a v roce 2005 v klipu Goodbye My Lover Jamese Blunta, po boku Mischy Barton. Objevil se v jedné epizodě (Chinatown) komediálního seriálu Vincentův svět (Entourage, 2004) a dále ve snímcích s komediálním či hororovým laděním Van Helsing: Cesta upírů (Way of the Vampire), Wannabe a Camp Daze (2005), v dramatu Living The Dream a v krátkém filmu Shugar Shank (2006).
Zásadní byl pro něj v roce 2006 televizní sci-fi seriál Kyle XY, v němž ztvárnil titulní roli nalezence obdařeného mimořádnými schopnostmi. Seriál zaznamenal tři sezóny o 10, 23 a 10 dílech (třetí řada však byla roku 2009 přerušena a seriál zůstal nedokončen). Matt Dallas byl za svou roli nominován na cenu Teen Choice Award 2007 v kategorii „Choice TV: Breakout“ a dvakrát po sobě i na cenu Saturn americké Akademie sci-fi, fantasy a hororových filmů v kategorii nejlepšího televizního herce (v letech 2007 a 2008). Magazín People ho také uvedl jako jednoho z nejvíc sexy mužů roku 2006.
Poté hrál v několika filmech, například The Indian (2007) a Ďáblovo dítě (Babysitter Wanted, 2008). Objevil se i v šesti epizodách seriálu Městečko Eastwick (Eastwick, 2009), a to v roli Chada Burtona, milence Roxie Torcolettiové a staršího bratra Joshe Burtona, který zpočátku randil s Roxiinou dcerou Miou. Další seriálové role následovaly v letech 2013 a 2014. Nejprve hostoval jako Fitch Douglas v 5 dílech 2. řady rodinné komedie televize ABC Family Tři kluci a nemluvně (Baby Daddy, 2013–2014), kde se znovu setkal s Jean-Lucem Bilodeau, který mu hrál mladšího bratra v Kyle XY. A poté si zahrál s Victorií Bullockovou v titulních rolích sedmidílné dobrodružné webové série Anne & Jake (2014).
Dne 7. ledna 2013 provedl svůj veřejný coming out, když na Twitteru oznámil své zasnoubení s partnerem, o tři roky starším hudebníkem Blue Hamiltonem. O dva a půl roku později, počátkem července 2015 snoubenci uzavřeli sňatek. Před Vánocemi 2015 spolu partneři veřejně oznámili prostřednictvím videa na YouTube adopci dvouletého syna Crowa.

## Filmografie

### Film
| Rok  | Název                                | Role             | Poznámky            |
| ---- | ------------------------------------ | ---------------- | ------------------- |
| 2005 | Cesta upírů: Van Helsing vs. Dracula | Todd             |                     |
| 2005 | Camp Slaughter                       | Mario            |                     |
| 2005 | Wannabe                              | tanečník         |                     |
| 2006 | Living the Dream                     | Michael          |                     |
| 2006 | Shugar Shank                         | Evan             | krátkometrážní film |
| 2007 | The Indian                           | Danny            |                     |
| 2008 | Ďáblovo dítě                         | Rick             |                     |
| 2010 | Živý nebo mrtvý?                     | Jake             |                     |
| 2010 | In Between Days                      | Ashley           | krátkometrážní film |
| 2011 | The Story of Bonnie and Clyde        | Henry Methvin    |                     |
| 2012 | You, Me & The Circus                 | Max              |                     |
| 2012 | Odplata Wyatta Earpa                 | Bat Masterson    |                     |
| 2013 | Into The Heart of America            |                  | dokument            |
| 2013 | Isolated                             | Ambassador       |                     |
| 2013 | Life Tracker                         | Scott Orenhouser |                     |
| 2014 | The Ghost of Goodnight Lane          | Ben              |                     |
| 2014 | 1% ERS (short)                       | Ryan             | krátkometrážní film |
| 2017 | Alaska Is a Drag                     | Declan           |                     |
| 2017 | Painted Woman                        | Frank Dean       |                     |
| 2018 | Along Came the Devil                 | pastor John      |                     |
| TBA  | Dig                                  | Craig            | krátkometrážní film |
| TBA  | Where Are You, Bobby Browning?       | Bobby Browning   |                     |

### Televize
| Rok       | Název                  | Role                            | Poznámky              |
| --------- | ---------------------- | ------------------------------- | --------------------- |
| 2005      | Vincentův svět         | model                           | díl: „Čínská čtvrť“   |
| 2006–2009 | Kyle XY                | Kyle Trager / mladý Adam Baylin | hlavní role           |
| 2009      | Městečko Eastwick      | Chad Burton                     | vedlejší role, 6 dílů |
| 2010      | Kráska mezi muži       | Seth                            | TV film               |
| 2012      | Naughty or Nice        | Lance Leigh                     | TV film               |
| 2013–2014 | Tři kluci a nemluvně   | Fitch Douglas                   | vedlejší role, 5 dílů |
| 2015      | Anne & Jake            | Jake                            | internetový seriál    |
| 2016      | Worst Cooks in America | sám sebe                        | reality-show          |

### Hudební videa
| Rok  | Název                  | Umělec         |
| ---- | ---------------------- | -------------- |
| 2004 | „Geek Love“            | Fan 3          |
| 2005 | „Goodbye My Lover“     | James Blunt    |
| 2009 | „Thinking of You“      | Katy Perry     |
| 2014 | „It's My Belly Button“ | Rhett and Link |